# Халимоненко Григорій Іванович
Григо́рій Іва́нович Халимо́ненко (5 травня 1941, с. Товкачівка, Прилуцький район, Чернігівська область, УРСР, СРСР — 7 листопада 2023, м. Київ) — український сходознавець-тюрколог і картвелолог, перекладач, критик, доктор філологічних наук, професор кафедри сходознавства Університету «Україна». Член Національної спілки письменників України.

## Життєпис
Григорій Іванович Халимоненко народився 5 травня 1941 року в селі Товкачівка Прилуцького району Чернігівської області. Рано — у 5 років лишився повним сиротою.
Григорій Халимоненко тричі (1958, 1959 і 1960 роки) вступав до Київського державного університету ім. Т. Г. Шевченка (зараз — Київський національний університет ім. Т. Г. Шевченка, КНУ), лише третього разу завдяки програмі Микити Хрущова про пільги для робочої молоді успішно. Закінчив філологічний факультет КНУ, Тбіліський університет та аспірантуру у відділі тюркських мов Інституту мовознавства АН СРСР.
Доктор філологічних наук, професор кафедри тюркології Київського національного університету ім. Т. Г. Шевченка. До 2001 року Г. Халимоненко завідував відділенням сходознавства, яке було інкорпороване в Інститут філології, після чого вступив у відкрите протистояння з ректором КНУ Віктором Скопенком. Був професором кафедри сходознавства Інституту філології та масових комунікацій Університету «Україна».
Продовжував свою плідну діяльність перекладача, критика і сходознавця, брав участь у відродженні і розвитку кримсько-татарської культури і мови.
Григорій Халимоненко — український поліглот, володів грузинською, турецькою, кримсько-татарською, азербайджанською і багатьма іншими тюркськими мовами.
Помер 7 листопада 2023 року.

## Творчий доробок
Григорій Халимоненко — автор численних розвідок, наукових і критичних статей, зокрема монографій «Історія турецької літератури», «Персько-таджицька література», «Історія грузинської літератури».
Г. Халимоненко переклав твори грузинських і турецьких письменників: Т. Чіладзе, А. Сулакаурі, О. Сарагьола Полата, Н. Хікмета, Г. Леонідзе, Р. Гюнтекіна, Шота Руставелі тощо, уклав і переклав антологію оповідань турецьких письменників, перекладав поодинокі зразки фольклору тюркських народів.

## Цікаві факти
- Закінчив аспірантуру в Інституті мовознавства АН СРСР за квотою Грузинської РСР.[2]
- Відомий також під ім'ям Гриць Халимоненко, як він не раз підписував свої переклади.

## Виноски
1. ↑  Професорсько-викладацький склад кафедри сходознаства. Архів оригіналу за 1 березня 2018. Процитовано 28 лютого 2018.
2. 1 2  Інтерв'ю з Григорієм Халимоненком // «Україна молода», № 19, за 1 лютого 2007 року
3. ↑  Заява Вченої ради Інституту філології КНУ, 2005 рік. Архів оригіналу за 3 квітня 2008. Процитовано 26 березня 2008.
4. ↑  Відійшов у вічність відомий український сходознавець і перекладач Григорій Халімоненко // Сайт НСПУ. — 2023. — 7 листопада